# ネスト (2014年の映画)
『ネスト』（Musarañas）は、2014年のスペイン・フランスのホラー映画。
監督はエステバン・ロエルとフアンフェル・アンドレス、出演はマカレナ・ゴメスとナディア・デ・サンティアゴなど。
2014年9月に開催された第39回トロント国際映画祭で初上映された後、日本では2014年10月に開催された第11回ラテンビート映画祭で『トガリネズミの巣穴』のタイトルで上映された他、2015年5月から6月まで開催された新宿シネマカリテの特集企画「カリコレ2015/カリテ・ファンタスティック! シネマコレクション2015」で上映された。

## ストーリー
1950年代のマドリードで仕立て屋の仕事をしているモンセは妹とともに、アパートで暮らしている。しかし、モンセは広場恐怖症のため、自宅から出ることはなかった。そんな中、モンセは同じアパートの住人で怪我をしたカルロスを部屋で介抱することになる。 

## キャスト
- モンセ: マカレナ・ゴメス
- 妹: ナディア・デ・サンティアゴ（スペイン語版）
- カルロス: ウーゴ・シルバ（スペイン語版）
- パドレ: ルイス・トサール
- エリサ: カロリーナ・バング
- プーリ夫人: グラシア・オラヨ（スペイン語版）

## 作品の評価
Rotten Tomatoesによれば、16件の評論のうち94%にあたる15件が高く評価しており、平均して10点満点中6.66点を得ている。